# 화재예방, 소방시설 설치·유지 및 안전관리에 관한 법률
화재예방, 소방시설 설치·유지 및 안전관리에 관한 법률은 화재와 재난·재해, 그 밖의 위급한 상황으로부터 국민의 생명·신체 및 재산을 보호하기 위하여 화재의 예방 및 안전관리에 관한 국가와 지방자치단체의 책무와 소방시설 등의 설치·유지 및 '소방대상물의 안전관리'에 관하여 필요한 사항을 정함으로써 공공의 안전과 복리 증진에 이바지함을 목적으로 하는 대한민국의 법이다.